# Oxycera sinica
Oxycera sinica är en tvåvingeart som först beskrevs av Pleske 1925.  Oxycera sinica ingår i släktet Oxycera och familjen vapenflugor. Inga underarter finns listade i Catalogue of Life.